# 九州殊口六
波江座55，又名BD-09 969，HD 30020、SAO 131442、HR 1505，是波江座的一颗恒星，视星等为6.82，位于銀經205.96，銀緯-32.37，其B1900.0坐标为赤經4h 38m 46.8s，赤緯-8° -32.37′ 52″。